# Марц (Лорийская область)
Марц — село в Туманянском районе Лорийской области Армении, на берегу реки Марц, примерно в 15 км к юго-востоку от города Алаверди. Высота над уровнем моря — 1050 м, удаленность от райцентра Ванадзора — 33 км на северо-восток.
Население села занимается животноводством, выращиванием кормовых культур и садоводством. Вокруг села более двадцати разрушенных деревень (Моткор, Агадак, Дегдзут, Зази-тнер и др.) В центральной части села находится полуразрушенная церковь Сурб Ншан, а в 5 км к юго-востоку от села — монастырь Игатак, от которого сохранилась только церковь, крытая необработанными камнями (1255 г.). В Марце и его окрестностях также сохранились средневековые часовни (XIII—XIV вв.), хачкары (XIII вв.) и кладбища (XIII—XVII вв.)

## Население
По переписи населения 2011 года постоянное население Марца составляло 496 человек, нынешнее население — 472. Население — армяне, предки которых в основном происходили из Джрабердского района Нагорного Карабаха и бывшего Шамшадинского района.
Изменение численности Марца с течением времени:
| Год         | 1831 г. | 1873: | 1897 г. | 1926: | 1939 г. | 1959 г. | 1970 г. | 1979 г. | 1989 г. | 2001 г. | 2011 |
| Численность | 197     | 311   | 578     | 876   | 1037    | 937     | 896     | 671     | 903     | 652     | 496  |

В Марце родились Герой Советского Союза Ашхарбек Казарян (1918—1986) и Герой Социалистического Труда Аршак Казарян (1913—1995).